# Улица Маяка
Улица Ма́яка (эст. Majaka tänav, улица Маячная) — улица в Таллине, столице Эстонии. 

## Географическое расположение
Пролегает в микрорайоне Сикупилли городского района Ласнамяэ. Начинается от улицы Ласнамяэ, пересекается с улицами Палласти, Сикупилли, Туулемяэ и Маяка-пыйк, на конечном участке идёт параллельно Петербургскому шоссе и заканчивается на перекрёстке с улицей Паэ. Протяжённость — 915 м.

## История и застройка
Своё название улица получила в 1908 году по расположенному неподалёку таллинскому верхнему (южному) маяку, на русском языке она называлась Маячная улица.

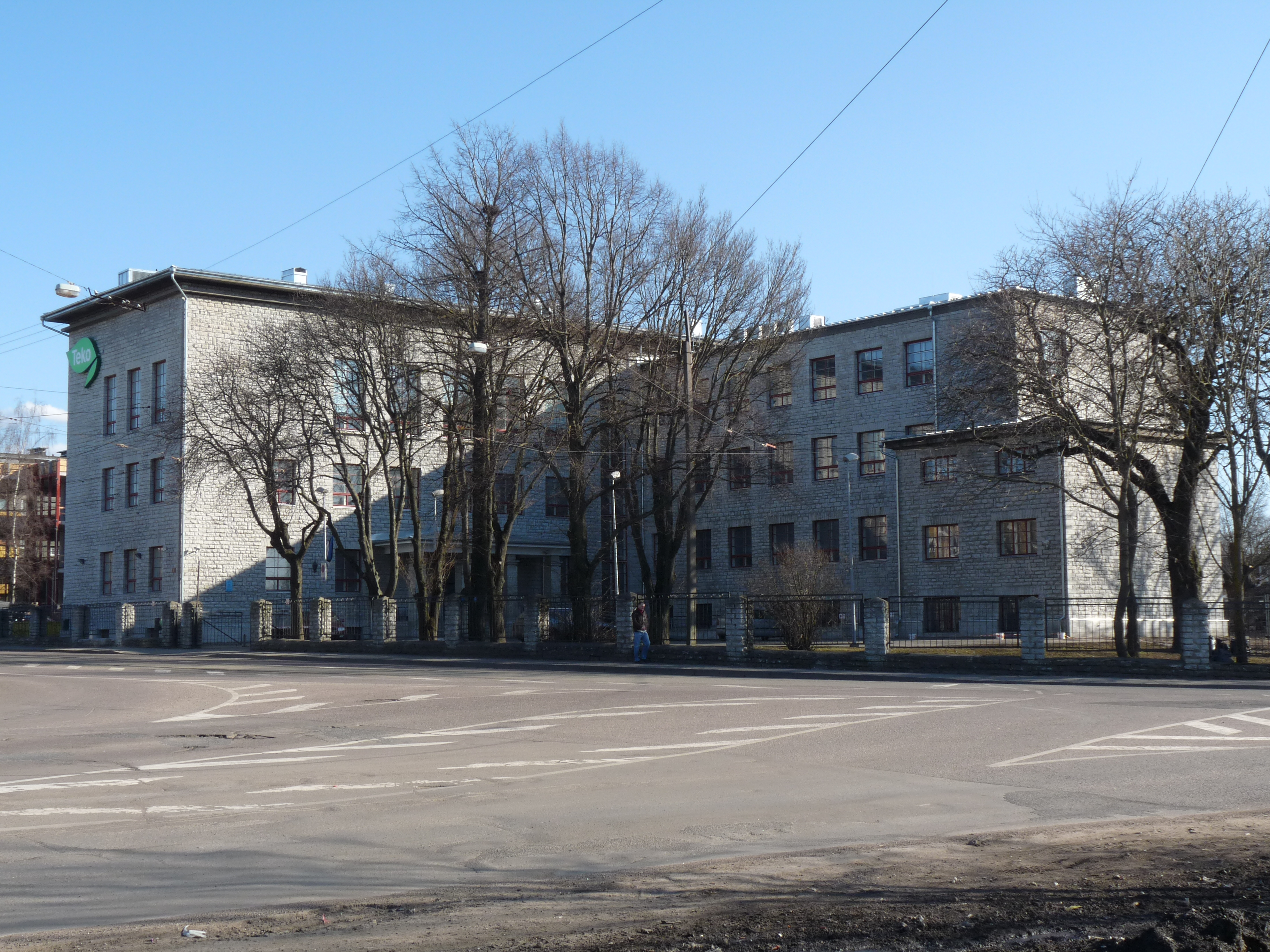
Дом 2, построен в 1935 году

На улице Маяка расположены в основном малоэтажные жилые дома. Все они возведены после Второй мировой войны на месте деревянных частных домов. Улица имеет характерные для городской застройки того времени черты: общие открытые дворы и квартальную планировку. На конечном отрезке улицы в планировке группы домов прослеживается влияние мызной архитектуры: более крупный трёхэтажный жилой дом расположен в задней части группы зданий и похож на главное мызное здание, двухэтажные дома поменьше расположены спереди. В 1960-х годах застройку уплотнили, построив «хрущёвки» и один 9-этажный панельный дом (№12). Парковке тогда не уделялось особого внимания, так как личных автомобилей было очень мало. Были использованы советские типовые проекты: 1-А и У-2 (в частности, серия 1-464).
С июля 1955 года по улице курсирует трамвай. Первоначально его линия была однополосной, с начала 1962 года стала двухполосной.
Дом 2 был построен в 1935 году изначально как здание общеобразовательной школы. В 1976 году здание было перестроено под профессиональное училище № 24 (позже — Таллинское торгово-кулинарное училище), к которому в 1984 году сделали пристройку. В настоящее время в этом здании и в дополнительной современной пристройке к нему, возведённой в 2009 году, располагается Таллинская школа обслуживания.

## Общественный транспорт
По улице курсируют городские автобусы маршрутов № 39 и 55 и трамваи маршрутов № 2 и 4.

Улица Маяка
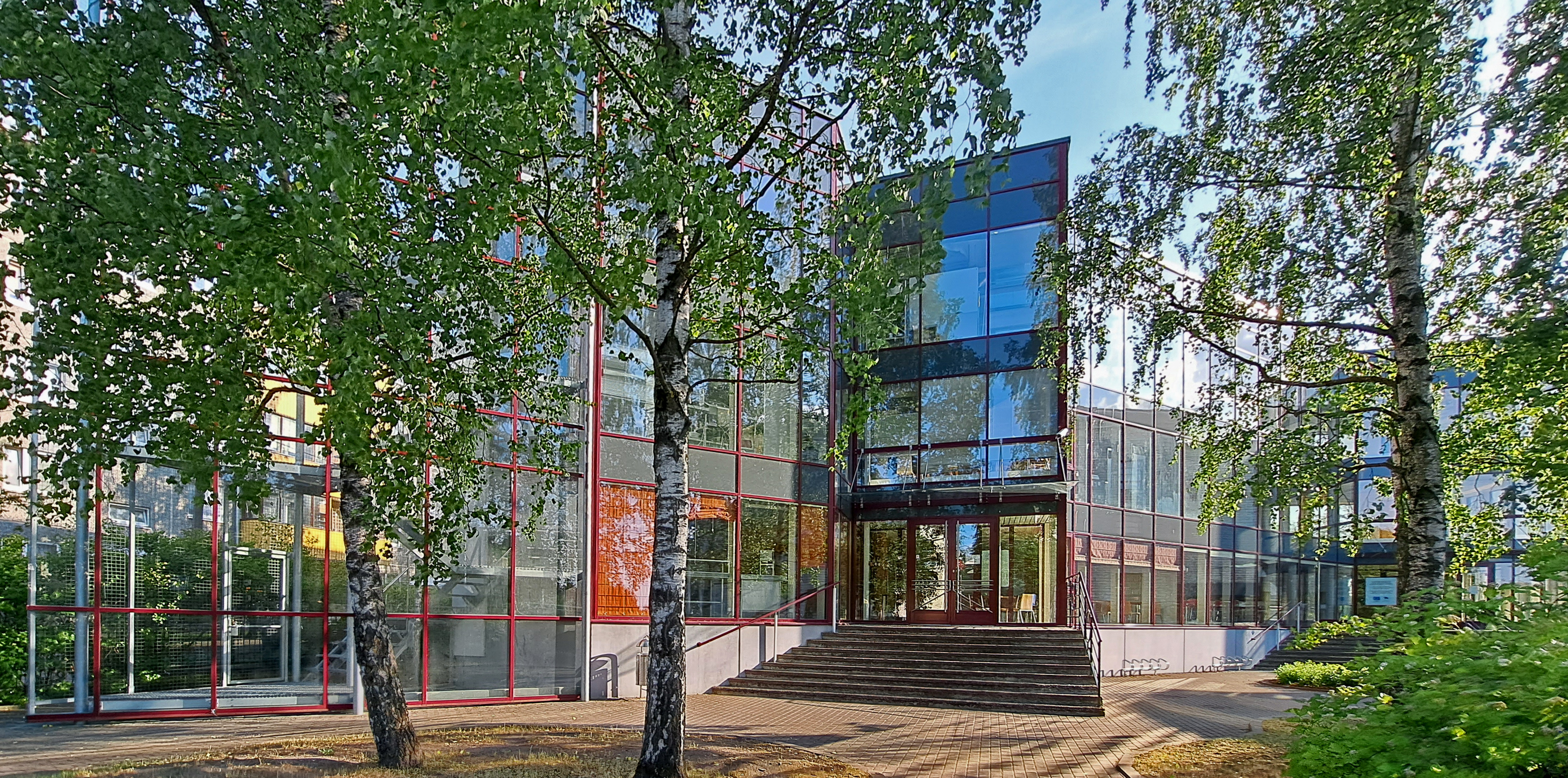
Дом 2. Таллинская школа обслуживания (новый корпус)
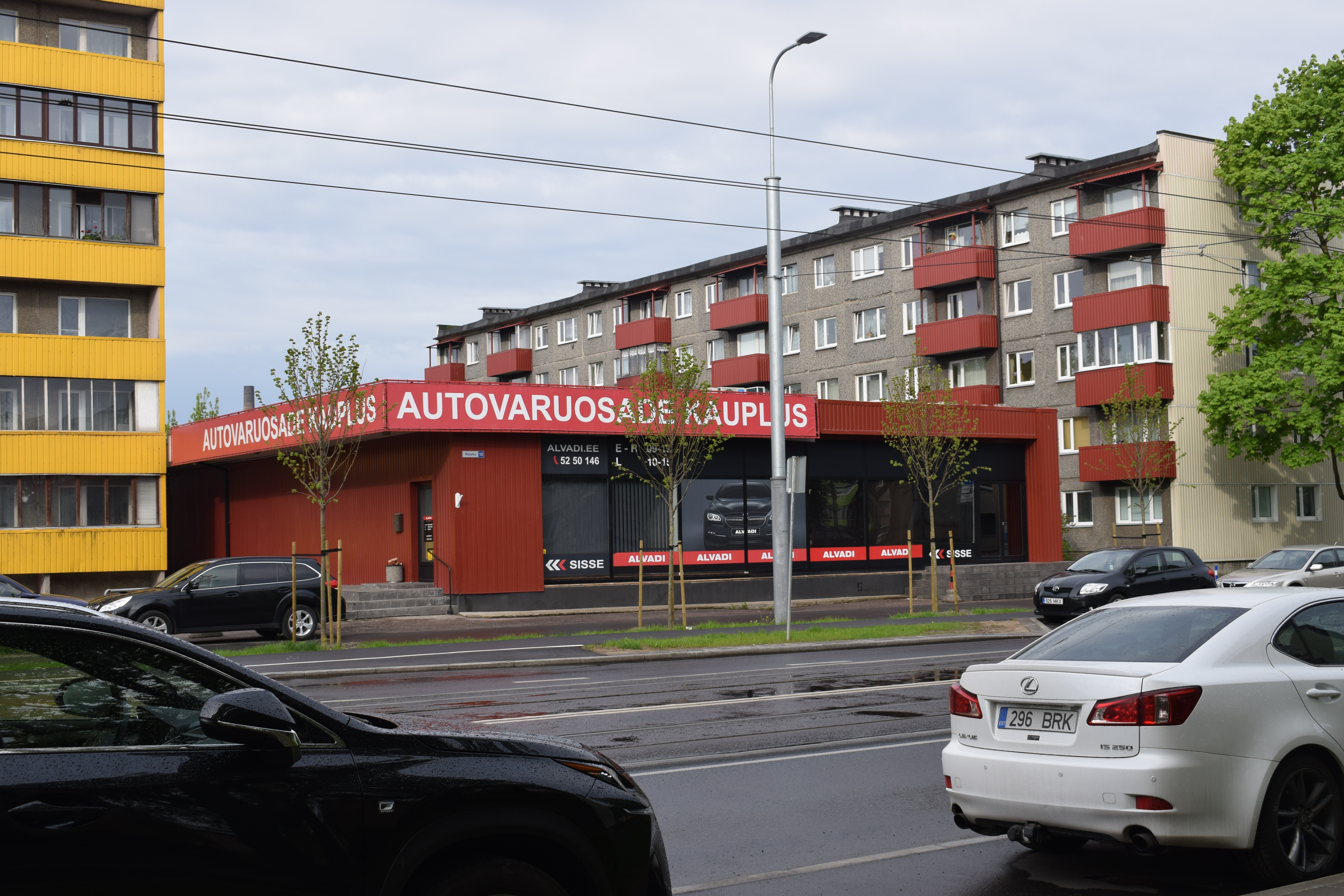
Дом 10, магазин автозапчастей. За ним дом 8 типовой серии 1-464
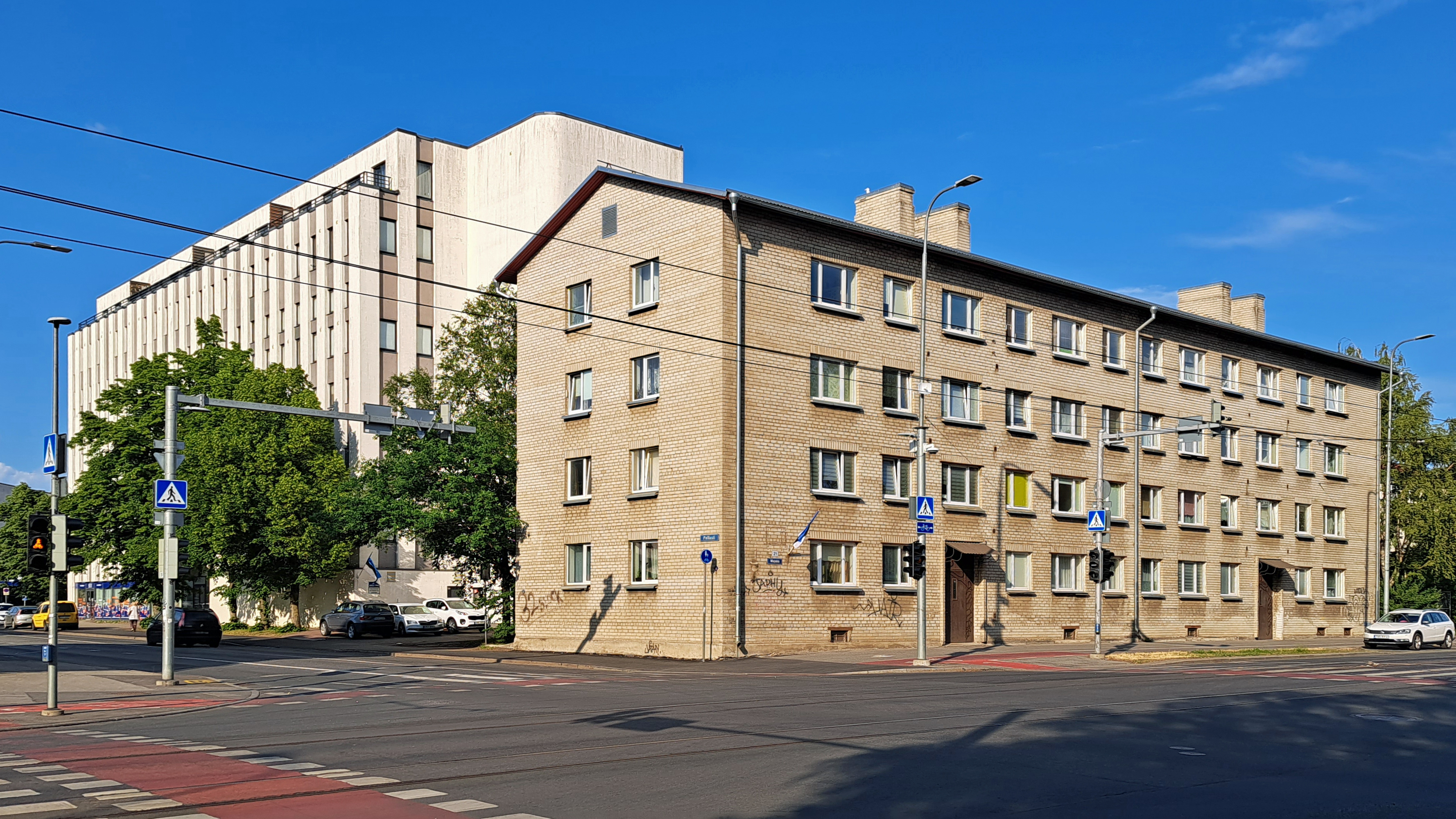
Дом 21. Перекрёсток с улицей Палласти
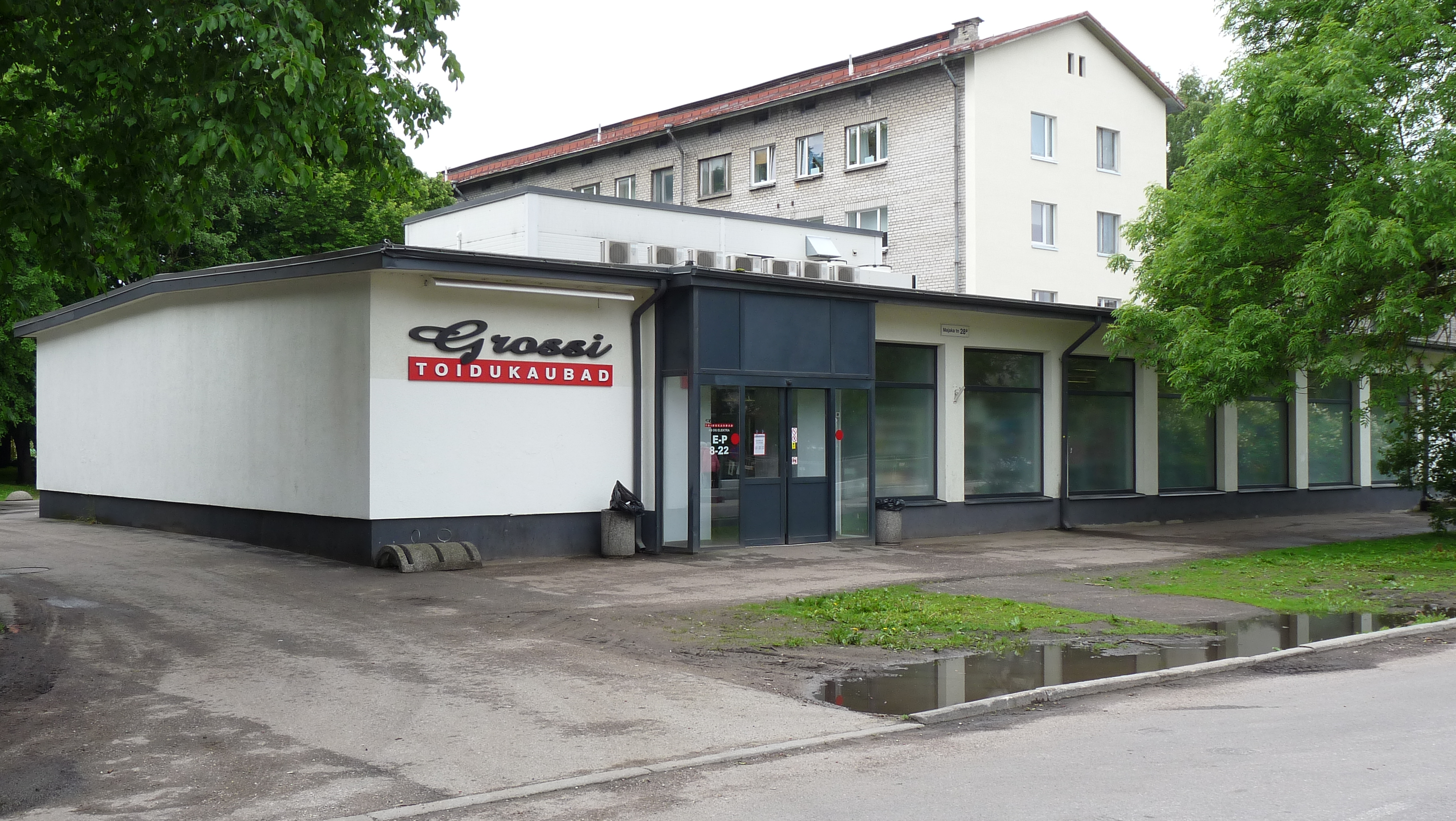
Дом 28А. Магазин торговой сети «Grossi». За ним 4-этажный кирпичный жилой дом
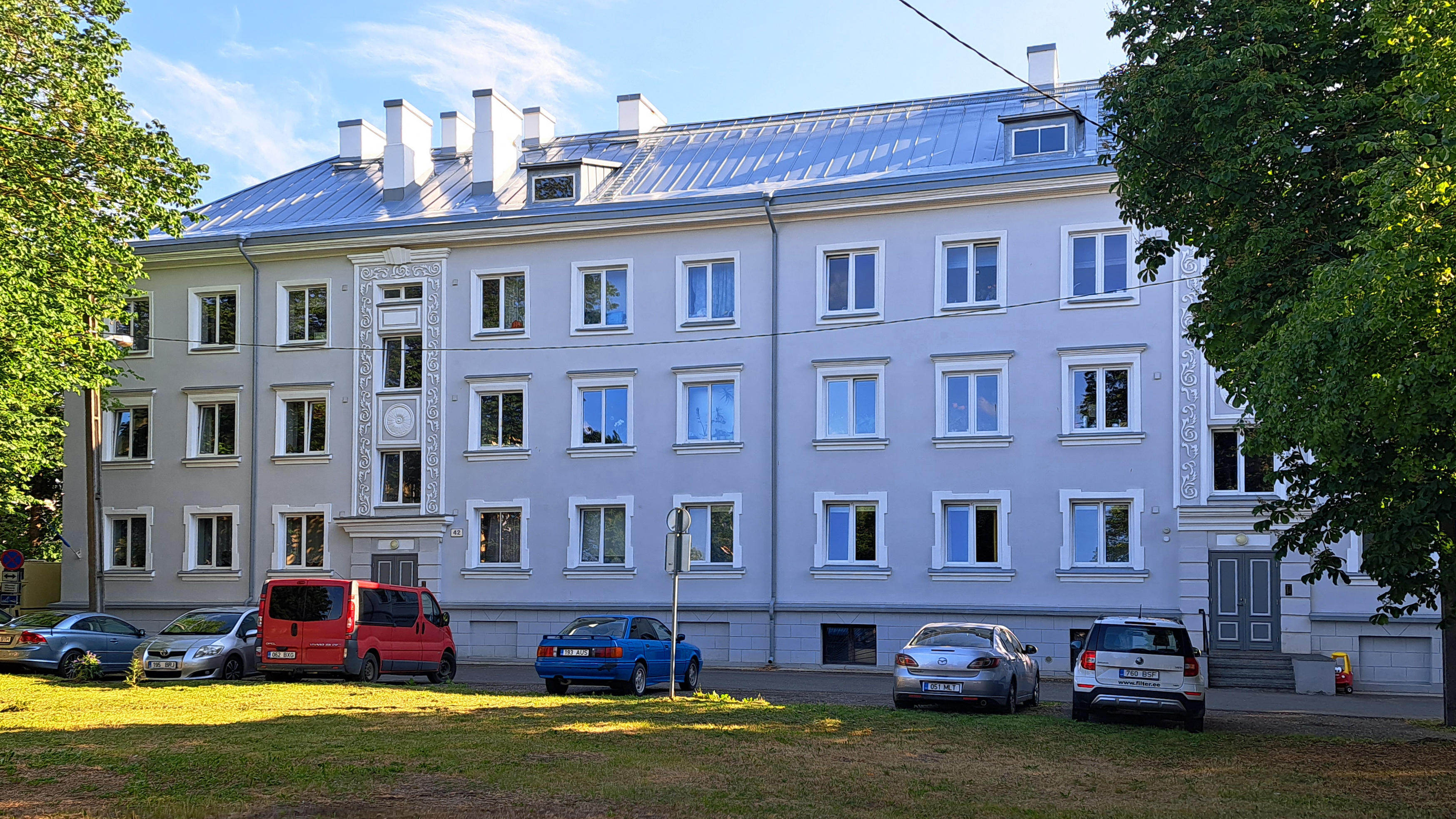
Дом 42
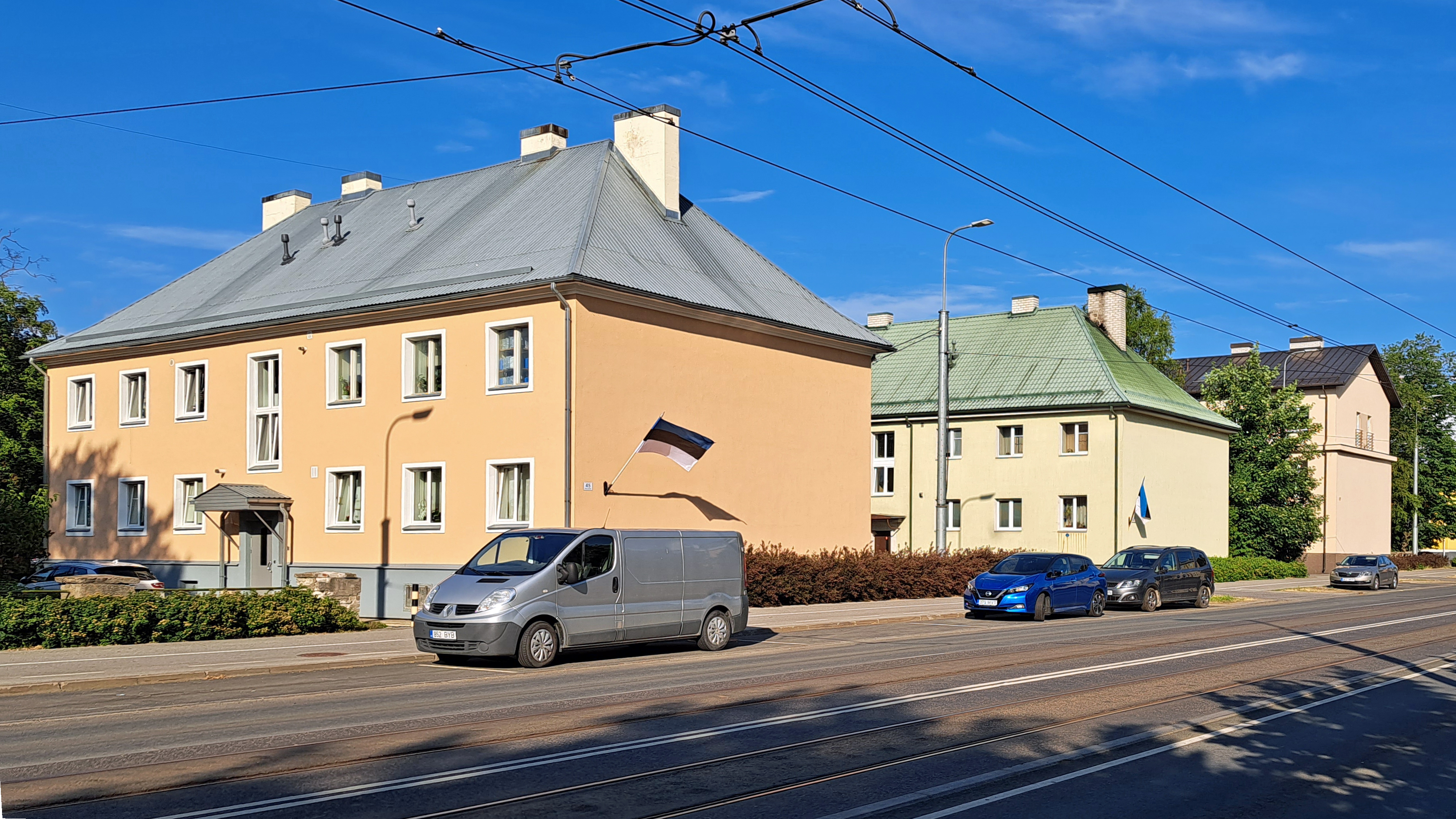
Дома 45, 47 и 49
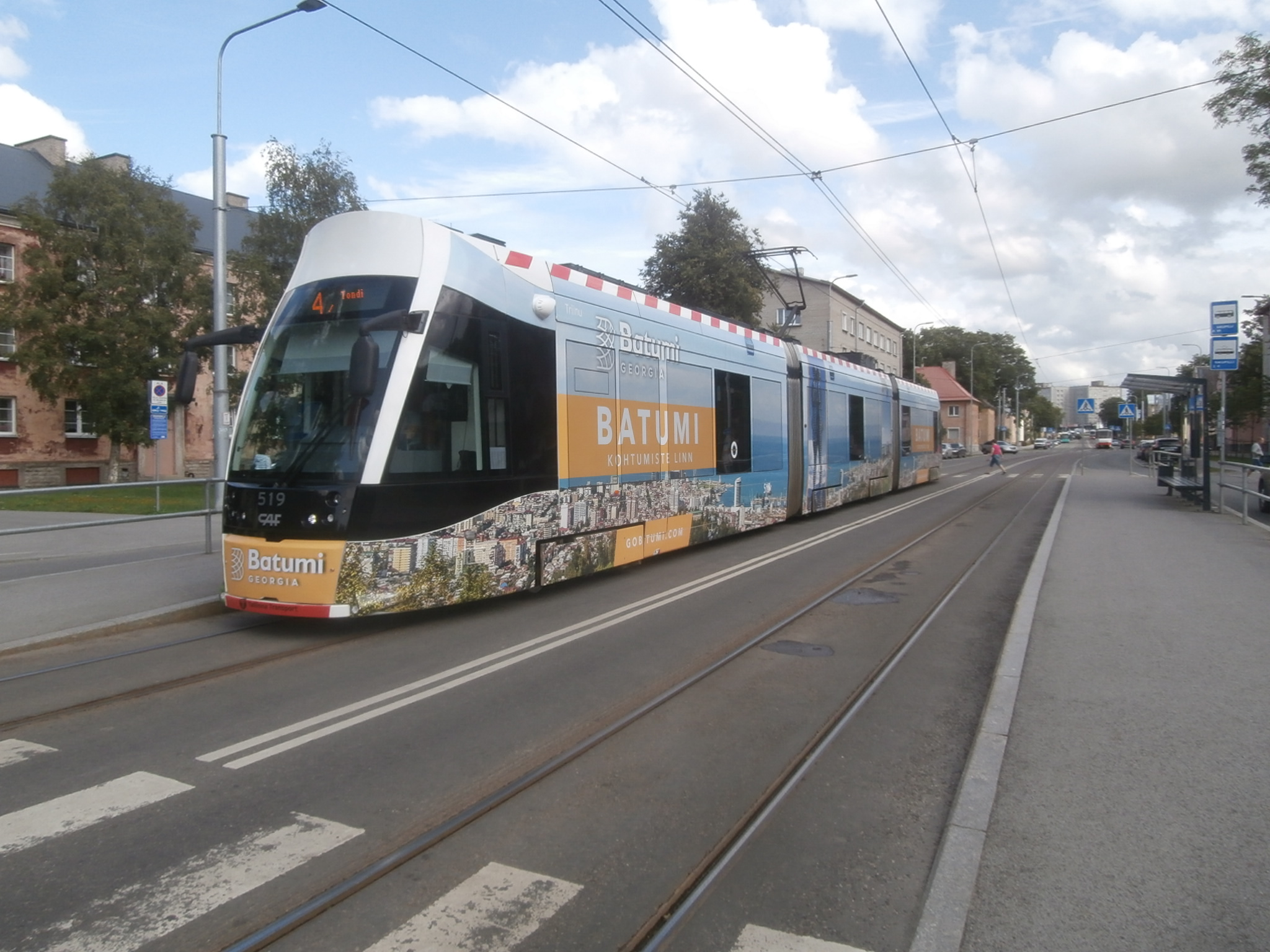
Трамвайная остановка «Majaka põik»
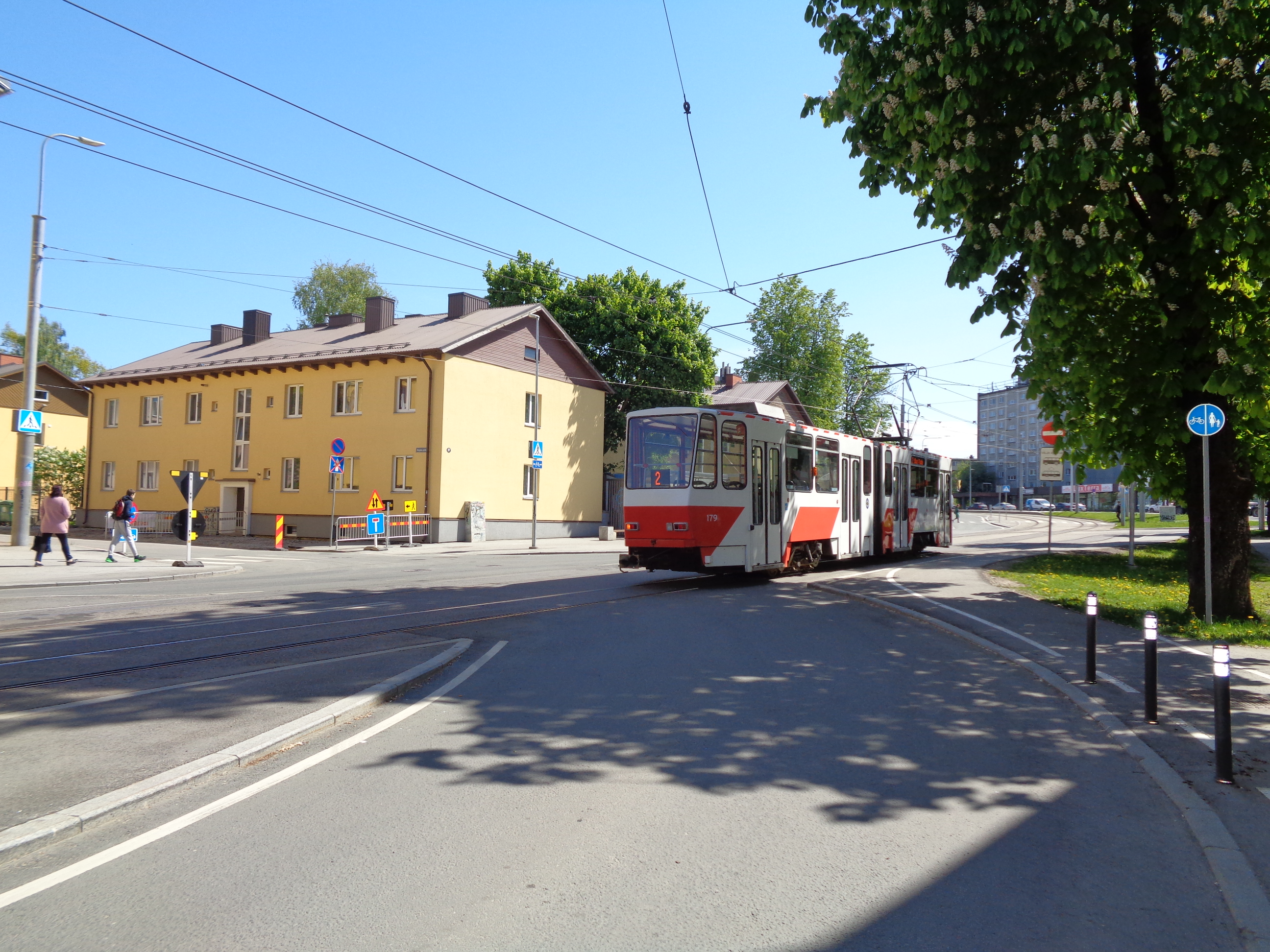
Дом 57. Перекрёсток с Маяка-пыйк